# 李復
李復（1052年—？），字履中，號潏水先生，原籍開封祥符（今河南開封）。
先人在關右為官，遂爲長安（今陝西西安）人。與張舜民、李昭玘等有往來。神宗元豐二年（1079年）進士。五年，攝夏陽令，歷知潞、亳、夔等州。徽宗崇寧初年（1102年），遷直秘閣、熙河轉運使。崇寧三年（1104年）知鄭、陳二州。崇寧四年（1105年），改知冀州。大約卒於靖康之難前後。著有《潏水集》四十卷，已佚。